# Financial District (Manhattan)
Pour les articles homonymes, voir Financial District.

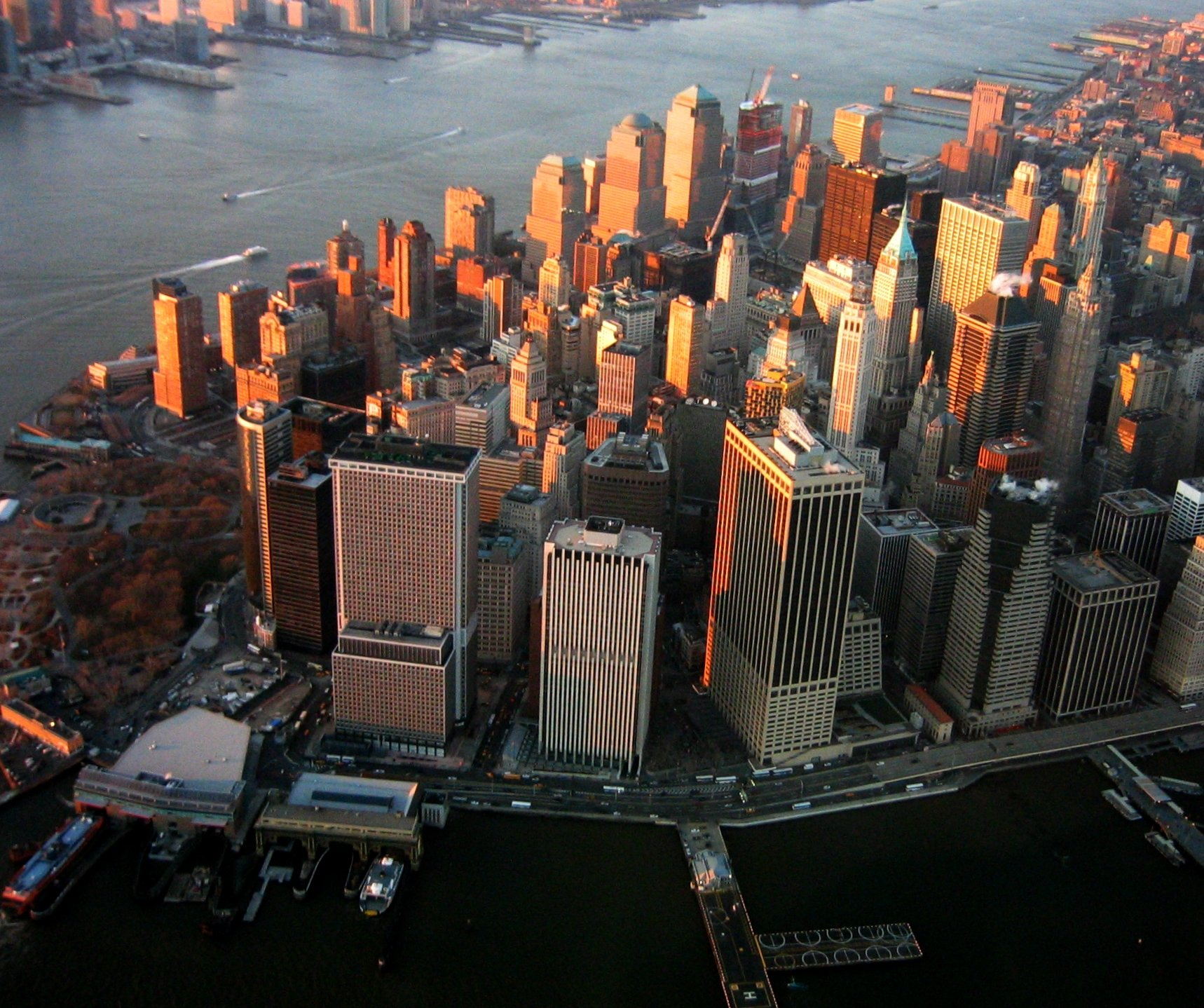
Vue aérienne de Financial District.

Le Financial District est un quartier d'affaires situé à l'extrême sud de l'arrondissement de Manhattan dans la ville de New York, dans lequel sont implantés les sièges des plus grandes sociétés et institutions financières de la ville, dont la Bourse de New York.
Ce district comprend la partie de Manhattan située au sud de City Hall Park, à l'exception de Battery Park. On considère que le cœur de ce quartier se trouve à l'intersection entre Wall Street et Broad Street. 
À l'angle de Nassau Street et Wall Street, on trouve le Federal Hall National Memorial, musée construit à l'emplacement de l'ancien bâtiment qui a abrité en 1789 et 1790 le premier Capitole des États-Unis, à l'époque de George Washington. 
Bien qu'il y ait également quelques appartements et hôtels dans le Financial District, le quartier est surtout une destination pour ceux qui viennent travailler dans ses nombreux bureaux. À la fin du XVIe siècle, cette zone de Manhattan était une colonie hollandaise qui s'appelait La Nouvelle-Amsterdam, et on peut encore trouver quelques exemples de l'architecture coloniale au sud de Pearl Street, perdus au milieu des gratte-ciel.